# Duikboot (alcoholische drank)
Een duikboot is een alcoholische cocktail. Een duikboot is een glas bier waarin een gevuld jeneverglaasje op z'n kop staat. Degene die drinkt zal eerst bier binnenkrijgen totdat ineens het glaasje omslaat en er een golf jenever aankomt. Om deze cocktail zelf te maken moet eerst het jeneverglas tot de rand gevuld worden, waarna er een (groot) bierglas op z'n kop overheen kan. Hierna moet de combinatie soepel omgedraaid worden en bijgevuld worden met bier.
Een bekende variant hierop is een duikbootje met Flügel in plaats van jenever. Om dit te maken vult men eerst een glas met bier. Vervolgens laat men hier een open flesje Flügel in zinken. Het geheel dient dan vlot opgedronken te worden waardoor na het bier langzaam de Flügel naar binnen stroomt, hetgeen zorgt voor een zoete nasmaak. 